# Institut français de la mer
Pour les articles homonymes, voir IFM.
L'Institut français de la mer (IFM) est une association d'utilité publique qui a pour objectif de « faire connaître et aimer la mer aux Français » et, plus largement de les sensibiliser au rôle fondamental des océans dans tous les domaines de la vie humaine et des grands équilibres de notre planète, ainsi que d’œuvrer par tous les moyens au développement durable des activités maritimes de la France.

## Historique
L'association Institut de la mer fut renommée Institut français de la mer le 8 mai 1981. Depuis 2004, l'Institut français de la mer a créé Les mardis de la mer, un cycle de conférences et de débats autour du sujet, conjointement avec l'Institut catholique de Paris. Les mardis de la mer sont diffusés sur France Inter.
L'Institut français de la mer est également à l'initiative de la création du Cluster français de la mer, en 2006.

## Action
Outre les publications régulières de revues et de rapports sur les mers et océans, l'Institut opère des transferts d'expérience aux professionnels, décerne des prix annuels (prix IFM et IFM Avenir), organise des groupes de travail transversaux ainsi que des colloques et conférences réunissant des professionnels du domaine et le public (ex. Journées nationales de la mer).